# Anna-Lisa Söderblom
Anna-Lisa Söderblom, född Nilsson 20 november 1915 i Västra Frölunda, död 29 juni 1992, var en svensk skådespelare.
Hon var åren 1940–1947 gift med skådespelaren Åke Söderblom. Hon utvandrade till USA år 1950. 

## Filmografi
- 1942 – Det är min musik
- 1942 – Löjtnantshjärtan
- 1943 – Stora skrällen
- 1944 – Gröna hissen